# NGC 3168
NGC 3168 este o radiogalaxie situată în constelația Ursa Mare. A fost descoperită în 25 martie 1832 de către John Herschel. Se află la o distanță de 132,69 de megaparseci de Pământ.